# Бакалов, Леонид Ованесович
Леонид Ованесович Бакалов (настоящая фамилия — Попов; 1908—1982) — советский композитор. Заслуженный деятель искусств РСФСР (1976).

## Биография
Леонид Ованесович Бакалов (настоящая фамилия — Попов) родился 8 декабря (25 ноября) 1908 года в Феодосии.
В 1938 окончил Московскую консерваторию по классу композиции Г. И. Литинского.
Похоронен на 3 участке Армянского кладбища в Москве

## Сочинения
- опера — Сказка о попе и работнике его Балде (по А. Пушкину, Москва, радио, 1938)

### для фортепиано
- 2 сонаты (1936, 1937)
- 5 прелюдий (1935)
- 10 лирических пьес

### для скрипки и фортепиано
- соната

### для виолончели и фортепиано
- соната

### для голоса и фортепиано
- романсы (сл. А. Пушкина,. М. Лермонтова, Т. Шевченко и др.)
- песни для детей (более 20)

### песни
- Вот что сделал запевала (сл. Я. Шведова, 1954)
- В позабытой стороне (сл. М. Исаковского, 1949)
- В предгорьях Алтая (сл. А. Жарова, 1949)
- Гвардии рядовой (сл. Я. Шведова, 1948)
- Дороги дальние (сл. Иван Молчанов‑Сибирский, 1941)
- Дружный взвод (сл. Ю. Разумовского, 1954)
- Над тихой рекой (сл. С. Алымова, 1953)
- Партизанская борода (сл. М. Лапирова, 1943)
- Поле русское (сл. А. Софронова, 1948)
- Разливайся, Волга, морем (сл. В. Харитонова, 1951)
- Рязаночка (сл. Я. Белинского, 1945)
- Солдаты мира (сл. А. Софронова, 1950)
- Черёмуха (сл. М. Исаковского, 1951)